# たかぎりょうこ
たかぎ りょうこ（高木 良子、1975年3月28日 - ）はイラストレーター、コミックエッセイスト。

## 人物
大阪府出身、関東地方で育つ。
大東文化大学外国語学部中国語学科卒業。北京に留学。中国企業で勤めた後、日本企業の中国部門などで働いていた。
2005年にフリーランスになった後は、中国語の同時通訳・翻訳者としての活動もしつつ、文筆業、イラストなどの仕事を始め、徐々に活動が広がっていった。
2006年には『このひとことが効く！技術者のためのひとこと中国語フレーズ集』（アスク出版）という中国企業（メーカー）での経験やノウハウを著した書籍を出版し、2007年あたりから、4コマ漫画とコラムを合わせたウェブ漫画連載が増え始めている。
連載の分野は、製造、住宅、不動産、中国、金融など多岐にわたっている。
また、2008年には『B型妻とA型夫』（グラフ社）でコミックエッセイデビュー、以降コンスタントに著作を重ね、2009年6月には実業之日本社から『ワタシでも着れちゃった！1万円キモノ生活』が出版される。同書は以前から自身が運営していた着物イラストルポブログ　独りで着付けできるカナ？ から派生したコミックエッセイである。2017年4月から読売新聞全国版朝刊にてイラストコラム「たかぎりょうこの大好奇心」が連載中。

## 著書
- 『このひとことが効く！技術者のためのひとこと中国語フレーズ集』（アスク・2006年2月） ISBN 4-87217-596-4
- 『B型妻とA型夫〜どーしてアナタはそうなるの!?』（グラフ社・2008年9月） ISBN 978-4-7662-1173-3
- 『B型男子』（ウェッジホールディングス・2008年10月） ISBN 978-4-9042-9306-5
- 『おふたりさま的生活』（グラフ社・2009年3月） ISBN 978-4-7662-1224-2
- 『ワタシでも着れちゃった！1万円キモノ生活』（実業之日本社・2009年6月） ISBN 978-4-4084-5220-3
- 『片づけられない女には戻らない　もうワタシは散らかさない女！』（小学館・2009年10月） ISBN 978-4-0931-0772-3
- 『誰にも言えないアソコらへんの話。』〜肛門科・泌尿器科・婦人科の知りたかった正しい情報教えます。〜（マガジンハウス・2010年4月）ISBN 978-4-8387-2081-1
- 『住活ノススメ』（祥伝社・2010年10月） ISBN 978-4-3964-6027-3
- 『落語、演(や)っちゃいました』（祥伝社・2012年9月） ISBN 978-4-3966-1424-9
- 『週末上海でキレイを極める☆ 2泊3日の美人旅』（角川書店・2013年3月） ISBN 978-4-0411-0427-9
- 『B型妻とA型夫〜ドタバタ夫婦コミックエッセイ〜』（マイナビ・2013年10月） ISBN 978-4-8399-4924-2
- 『リバウンド女王、人生最後のダイエット』（マガジンハウス・2015年5月） ISBN 978-4-8387-2751-3
- 『あなたが太るのは全部、ダイエットのせい』（泰文堂・2015年7月） ISBN 978-4-8030-0737-4
- 『改訂増補 技術者のためのひとこと中国語フレーズ集』（アスク出版：2017年4月）ISBN 978-4-8663-9079-6